# Studskolv

Animation över funktionen till en studskolv.

Studskolv (av engelska: bump stock) är en typ av gevärskolv som används till halvautomatiska vapen för att simulera automateld. Vid skott studsar kolven framåt och bakåt tillsammans med avtryckarens finger vilket kontinuerligt avfyrar vapnet helautomatisk så länge avtryckarfingret ligger i vägen för avtryckaren. 

## Funktion
En studskolv består av en traditionell gevärskolv med ett eget integrerat avtryckargrepp som konstruerats för att monteras på en specifik eldhandvapenplattform, till exempel en AR-15- eller Kalasjnikov-plattform. I monterat läge sitter hela konstruktionen löst i ett kort horisontalt spår på vapnets baksida som tillåter kolven och greppet att studsa framåt och bakåt genom rekylen vid eldgivning. Genom att placera användarens avtryckarfinger runt en plattform på studskolvens avtryckargrepp hamnar det i vägen för avtryckaren vilket resulterar i att var studs får fingret att trycka av avtryckaren som då avlossar ett skott och repeterar processen.
Detta ger vapnet förmågan att effektivt skjuta automateld och eldhastigheten kan då komma upp i cirka 400 till 800 skott i minuten (från cirka 45 till 60 skott/min utan studskolv) beroende på grundvapen.

## Kontroverser efter masskjutningen i Las Vegas 2017
Efter att det kom ut att gärningsmannen för masskjutningen i Las Vegas den 1 oktober 2017 använde studskolvar under attentatet för att göra sina lagligt köpta halvautomatiska vapen till automatvapen började en rörelse i USA för att förbjuda studskolvar.
Detta följdes snabbt av ett lagförslag den 4 oktober från Diane Feinstein, en senator från Kalifornien, om att förbjuda studskolvar. Förutom ett solitt stöd från hennes demokratiska kollegor gav även två republikanska senatorer stöd för förslaget. I en sällsynt koncession sa Amerikanska National Rifle Association, en kraftfull lobbygrupp som tidigare alltid har motsatt sig restriktioner för vapenägande, den 5 oktober att tillsynsmyndigheterna bör se över gällande lagar för studskolvar.
Den 18 december 2018 tillkännagav tillförordnad riksadvokat Matthew Whitaker att USA:s justitiedepartement har ändrat föreskrifterna för USA:s specialorgan "Federala byrån över Alkohol, Tobak och Vapenmateriel" (ATF) så man nu klassar användning av studskolv under föreskrifterna för automatvapen. Denna lag trädde i kraft den 26 mars 2019.
Den 14 juni 2024 lyftes studskolvförbudet i USA efter att högsta domstolen beslutat att 2018-års förbud ej var rättfärdigat.